# Kriegerdenkmal 1870/71 (Bad Breisig)

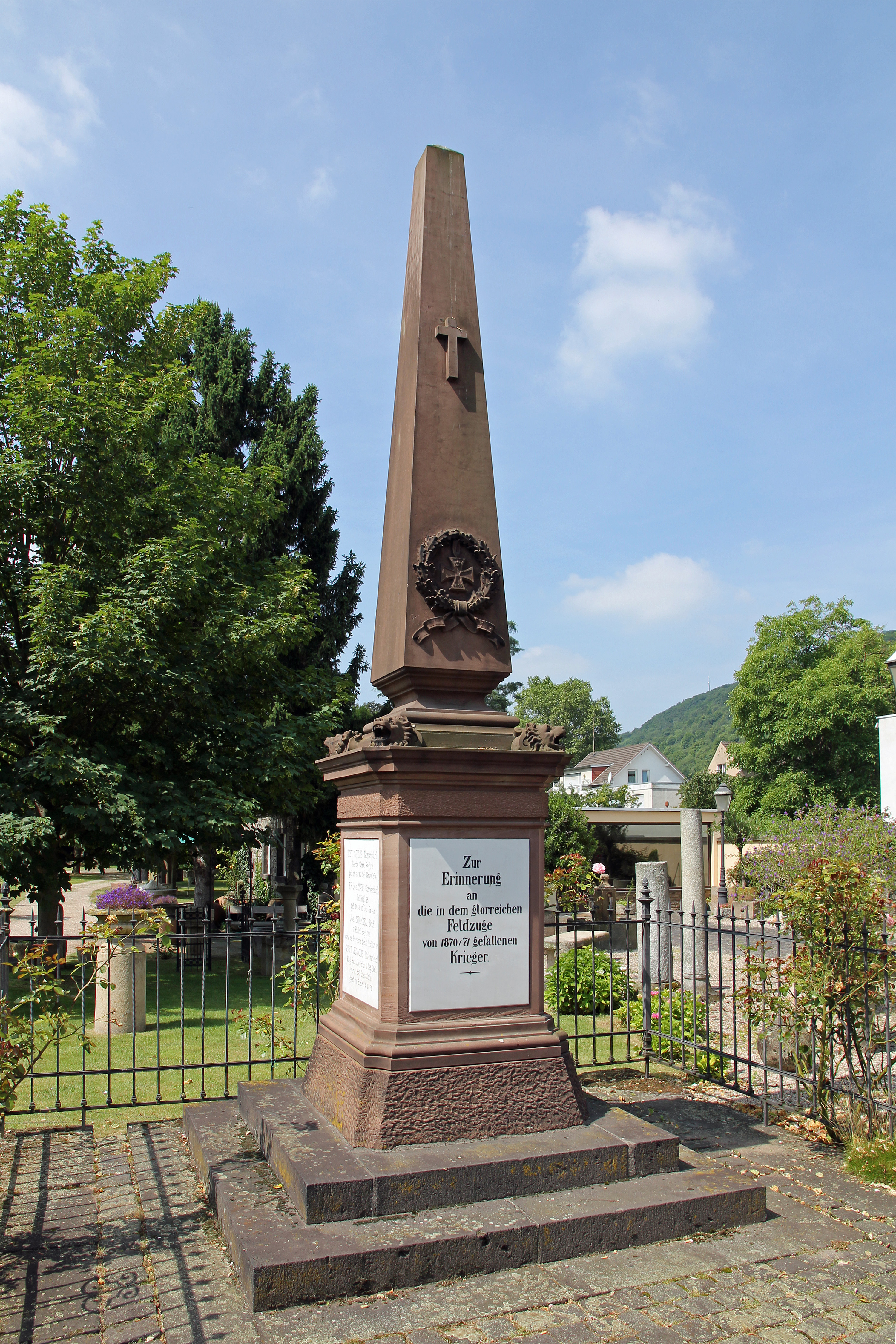
Kriegerdenkmal in Bad Breisig

Das Kriegerdenkmal von 1870/71 in Bad Breisig, einer Kurstadt im Landkreis Ahrweiler in Rheinland-Pfalz, ist ein Kriegerdenkmal zur Erinnerung an den Deutsch-Französischen Krieg von 1870/71. Das Kriegerdenkmal befindet sich an der Koblenzer Straße, vor dem ehemaligen Friedhof, und ist ein geschütztes Kulturdenkmal.
Auf einem Sockel steht ein Obelisk. Auf allen vier Seiten des Sockels sind Inschriften angebracht. Der Obelisk besitzt Reliefs eines Kreuzes und eines Eichenkranzes mit dem Eisernen Kreuz. Die Inschrift auf der vorderen Gedenktafel lautet: „Zur Erinnerung an die in dem glorreichen Feldzuge von 1870/71 gefallenen Krieger.“ Die rückseitige Inschrift verweist auf die Initiatoren des Denkmals: „Errichtet 1878 aus freiwilligen Beiträgen der Kriegervereine und sonstiger Patrioten“. Auf den beiden seitlichen Tafel wird an gefallene Soldaten aus Niederbreisig, Waldorf, Gönnersdorf, Brohl und Reichenbach erinnert.